# Pa pỉnh tộp

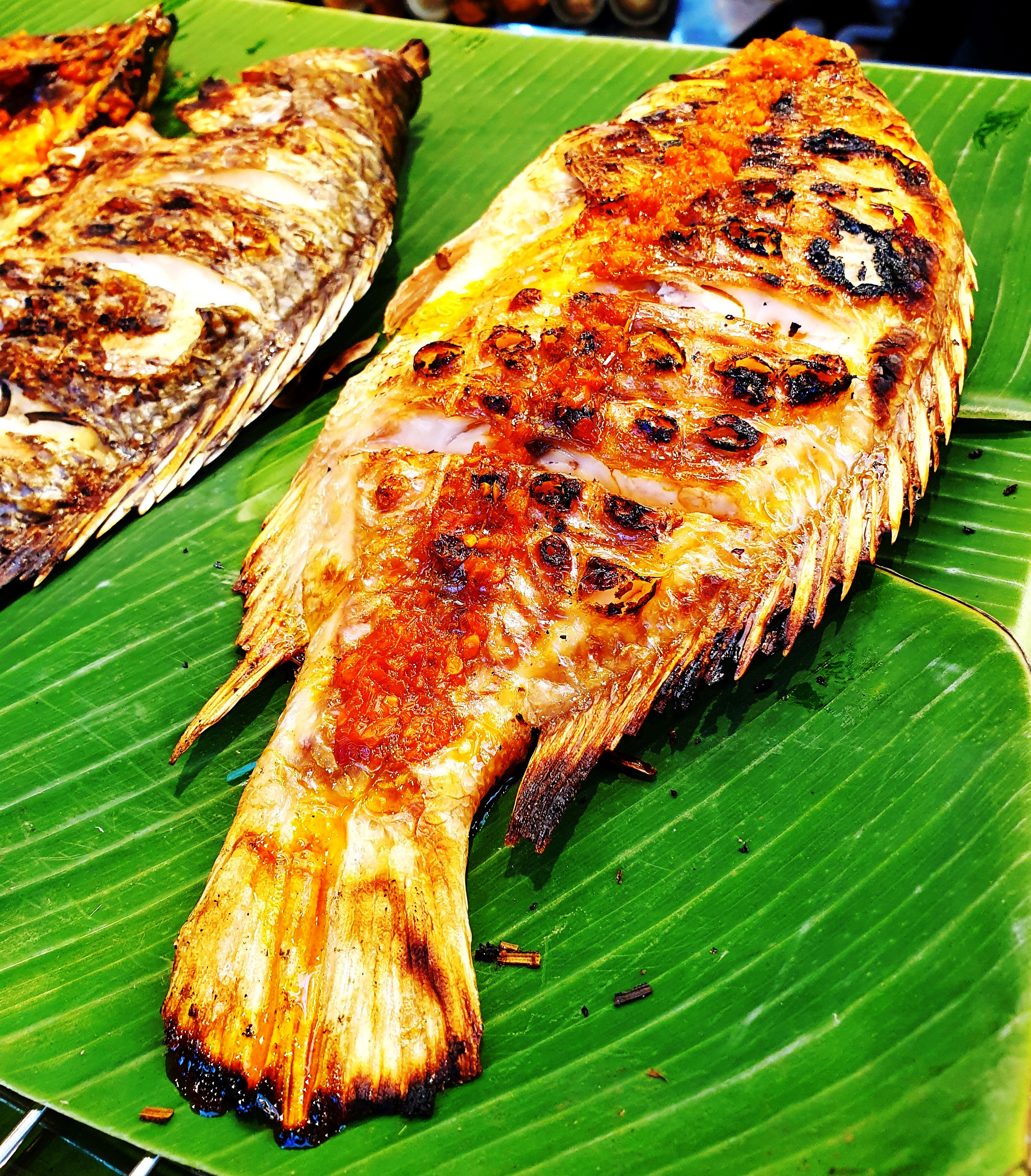
Cá nướng Tây Bắc Pa pỉnh tộp tại Khu ẩm thực Bến Nghé đường Nam Kỳ Khởi Nghĩa, Quận 1, Thành phố Hồ Chí Minh

Pa pỉnh tộp hay Pla pỉng tộp (tiếng Thái: ปลาปิ้งต๊บ, tiếng Việt: cá suối nướng lật úp) là món ăn cổ truyền của dân tộc Thái vùng Tây Bắc và người Thái Đen ở Loei, Thái Lan. Đây là món ăn quý, rất được trân trọng. Người Thái có câu: ไก่สาวไม่ได้ทำหน้าที่เป็นปลาปลาปิ้งต๊บ (có nghĩa là "Gà tơ tần đem đến không bằng pa pỉnh tộp đem cho"). Pa pỉnh tộp từ lâu đã nổi tiếng là món ăn đặc trưng của ẩm thực dân tộc Thái, được nhiều người biết đến.
Nguyên liệu chính là cá suối như cá chép, trôi, trắm  thật tươi. Bắt cá về làm sạch vảy rồi mổ cá đằng dọc sống lưng thay vì bụng để con cá mềm mại dễ gấp úp lại hơn và phần gia vị nhồi trong bụng cá tiếp xúc với than hồng sẽ toả hương ngấm vào thịt cá. Gia vị ướp trực tiếp vào trong mình cá gồm gừng, sả, rau thơm và đặc biệt là mắc khén và mầm măng của cây sa nhân. Bên ngoài xoa một lớp bột riềng và thính gạo. Pa pỉnh tộp nướng trên lửa than. Khi nướng phải dùng thanh tre kẹp lại để vị cá thêm đậm đà khi các loại gia vị thấm sâu vào từng thớ thịt và tỏa hương thơm . Thịt cá nướng xong thì bên trong thơm, ngọt, khô chắc.
Đầu bếp nổi tiếng người Mỹ Robert Danhi đã đề cập đến pa pỉnh tộp trong chương trình ẩm thực "Khám phá Việt Nam".
Đài Truyền hình quốc gia Thái Lan cũng giới thiệu về món cá pa pỉnh tộp và trở thành món ăn dân tộc ngon nhất xứ Chùa vàng .
Tại vùng Tây Song Bản Nạp ở Trung Quốc, người Lự có món cá nướng tương tự là Thái tộc hương mao thảo khảo ngư (tiếng Trung: 傣族香茅烤鱼; bính âm: Dǎizú xiāng máo kǎo yú).